# Montmarault (tổng)
Tổng Montmarault là một tổng ở tỉnh Allier trong vùng Auvergne.

## Địa lý
Tổng này được tổ chức xung quanh Montmarault thuộc quận Montluçon. Độ cao thay đổi từ 227 m (Villefranche-d'Allier) à 586 m (Beaune-d'Allier) với độ cao trung bình 385 m.

## Hành chính
| Giai đoạn        | Ủy viên       | Đảng | Tư cách                              |
| ---------------- | ------------- | ---- | ------------------------------------ |
| 15               | Bruno Rojouan | URB  |                                      |
| tháng 3 năm 1994 | Bruno Rojouan | URB  |                                      |
| tháng 3 năm 2001 | Bruno Rojouan | URB  | Thị trưởng của Villefranche-d'Allier |
| tháng 3 năm 2008 | Bruno Rojouan | URB  | Thị trưởng của Villefranche-d'Allier |

## Các đơn vị cấp dưới
Tổng Montmarault gồm 16 xã với dân số là 8 074 người (điều tra năm 1999, dân số không tính trùng)
| Xã                    | Dân số | Mã bưu chính | Mã insee |
| --------------------- | ------ | ------------ | -------- |
| Beaune-d'Allier       | 270    | 03390        | 03020    |
| Bézenet               | 953    | 03170        | 03027    |
| Blomard               | 205    | 03390        | 03032    |
| Chappes               | 221    | 03390        | 03058    |
| Chavenon              | 159    | 03440        | 03070    |
| Doyet                 | 1 164  | 03170        | 03104    |
| Louroux-de-Beaune     | 186    | 03600        | 03151    |
| Montmarault           | 1 663  | 03390        | 03186    |
| Montvicq              | 685    | 03170        | 03189    |
| Murat                 | 311    | 03390        | 03191    |
| Saint-Bonnet-de-Four  | 221    | 03390        | 03219    |
| Saint-Marcel-en-Murat | 157    | 03390        | 03243    |
| Saint-Priest-en-Murat | 231    | 03390        | 03256    |
| Sazeret               | 149    | 03390        | 03270    |
| Vernusse              | 193    | 03390        | 03308    |
| Villefranche-d'Allier | 1 306  | 03430        | 03315    |

## Biến động dân số
| 1962                                                     | 1968  | 1975  | 1982  | 1990  | 1999  |
| -------------------------------------------------------- | ----- | ----- | ----- | ----- | ----- |
| 8 875                                                    | 9 477 | 8 622 | 8 050 | 8 088 | 8 074 |
| Nombre retenu à partir de 1962 : dân số không tính trùng |       |       |       |       |       |